# プリムラ
プリムラ (Primula)

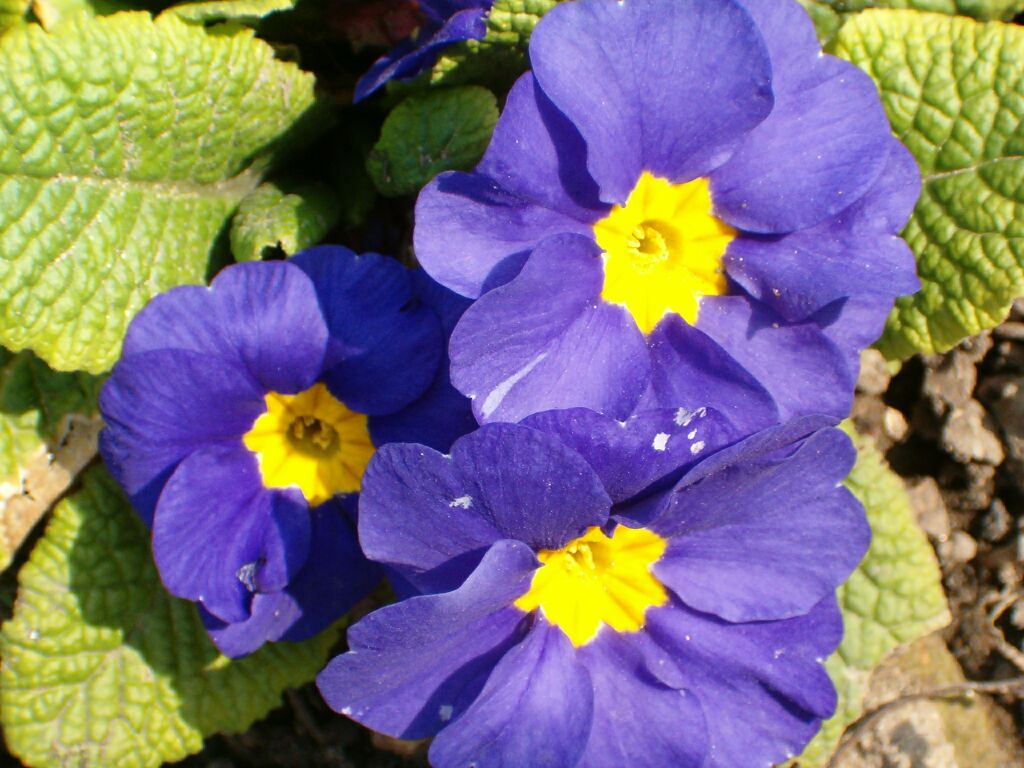
プリムラ

- サクラソウ科サクラソウ属の園芸植物で、日本では生産園芸、観賞園芸の園芸ジャンルにより、包括する範囲が多少異なる。主にヨーロッパで品種改良されたものが多い。この意味での「プリムラ」が多く、本記事で説明する。
  - このプリムラの他に、サクラソウ属に属する園芸植物として、日本の古典園芸植物である日本桜草（にほんさくらそう、植物学上の和名はサクラソウ）がある。
- サクラソウ属のラテン名Primula（本来の意味）。
- プリムラ (小惑星)

## 品種
プリムラとは、ヨーロッパやアジアに自生するサクラソウ属 (Primula) の原種やその変種、品種、またそれらを交配して作られた品種群である。主要なものを以下に記載する。
プリムラ・ポリアンサ (P. polyantha)
ヨーロッパ原産でクリンザクラともいう。イギリス産の野生植物から園芸化されたものとしてほとんど唯一のもので、17世紀にはすでにいくつもの品種があり、19世紀はじめには「ゴールドレースド・ポリアンサス」が生まれフローリスツ・フラワーの一つとなった。これは鉢植え、展示会用だが、19世紀後半から庭園用の系統が育種され、20世紀、第二次大戦後にはアメリカで巨大輪の「パシフィック系」が生まれ、そこから更に多くの系統が生まれて、花壇用営利種として広く流通している。趣味家、マニア向けにはバーンヘヴンの「カウチン系」、ダブル・プリムローズなどがある。以前の品種は花茎が高く伸びる傾向にあったが、近年の品種は多くが花茎を殆ど伸ばさず下記ジュリアンとの見た目の差が付きにくくなっているが花の大きさで両者を区別できる。
プリムラ・ジュリアン (P. × juliana)
プリムラ・ポリアンサとプリムラ・ジュリエ (P. juriae) との交配種。草野総一作出。1972年（昭和47年）に坂田種苗（現:サカタのタネ）より発売。また、プリムラ・ポリアンサとプリムラ・ジュリアンをあわせてプリムラ・プルホニケンシス・ハイブリッド (P. pruhonicensis hybrids) とすることもある。園芸店などでは上記ポリアンサと合わせてポリアン・ジュリアンなどとも呼ばれている。
プリムラ・マラコイデス (P. malacoides)
中国雲南省原産でケショウザクラ、オトメザクラともいう。
プリムラ・オブコニカ (P. obconica)
中国湖北省原産でトキワザクラともいう。
以上は、生産園芸でいう「プリムラ」である。このほか、観賞園芸の世界では次の種なども知られている。
プリムラ・アリオニイ (P. allionii)
ヨーロッパアルプス南部に自生する小型の種。多くの品種があり、ヨーロッパの山草園芸界で現在もっとも人気が高い。
プリムラ・マルギナタ (P. marginata)
上種に近いところに分布する。藤色が中心で葉に鋸歯があり、縁に白い粉が着く美しい種で、アリオニイとの種間雑種もある。
プリムラ・アウリクラ (P. auricula)
白い粉に覆われた葉に、明るい黄色い花を咲かせる。ヨーロッパの山岳に広く分布。オーリキュラの原種の1つ。和名アツバサクラソウ。
プリムラ・アルピコラ (P. alpicola)
ヒマラヤから中国雲南省にかけて自生する種。ロックガーデン等で栽培される。
プリムラ・プルウェルレンタ (P. pulverulenta)
日本に自生するクリンソウの近縁種。中国産。
プリムラ・デンティクラタ (P. denticulata)
ヒマラヤに産する、花が手まり状に集まって咲く種。日本でも比較的ポピュラー。
プリムラ・ロセア (P. rosea)
ヒマラヤ産。バラ色の花を咲かせるやや小型の種。
プリムラ・ファリノサ (P. farinosa)
ヨーロッパ産。日本のユキワリコザクラに近縁。
プリムラ・ブルガリス (P. vulgaris)
西及び南西ヨーロッパ産で、英名で「English primrose」と言われるぐらいイギリスで親しまれている。別名プリムローズ、イチゲサクラソウ、イチゲコザクラ。
園芸上、日本にも自生し江戸時代以降育種されているサクラソウ (P. sieboldii) は古典園芸植物として別に取り扱われ、普通はプリムラとは言わないことが多い。

## 文化
花言葉を、次のように記述する文献がある。

### 品種全体の花言葉
- 「青春の恋」[6]
- 「青春の始まりと悲しみ」[6]
- 「あなたなしでは生きられない（英国）」[6]

### 色別の花言葉
- 赤：「美の秘密」「後援のない功績」[6]
- 紫：「信頼」[6]

### 品種別の花言葉
- プリムラ・ジュリアン：「青春の喜びと悲しみ」[6]
- プリムラ・マラコイデス：「運命を切り開く」「気取らない愛」「素朴」[6]。
- プリムラ・ポリアンサ：「富の誇り」「無言の愛」[6]
- プリムラ・オブコニカ：「しとやかな人」「青春の美しさ」[6]
- プリムラ・シネンシス：「永遠の愛情」[6]